# 윤여필
윤여필(尹汝弼, 1466년 ~ 1555년)은 조선 중기의 외척으로 중종의 두 번째 비 장경왕후와 윤임의 아버지이며 인종의 외할아버지이다. 참판 윤보(尹甫)의 아들, 자는 백익(伯翊), 시호는 정헌, 본관은 파평이며, 박중선의 둘째 사위이다.
1487년 벽서사건으로 옥사가 일어나자 연루되어 용인현에 귀양갔다가 6년후인 93년에 석방되고, 복관되었다. 1504년(연산군 10) 갑자사화 때 죄인 윤필상의 족친으로 연좌제에 의해 연좌되어 유배되었다. 1506년(연산군 12) 윤 1월에 유배형에서 풀려났으나 연산군은 그가 관직에는 기용하지 못하도록 명했다. 하지만 그 해 9월에 중종반정이 일어나 병충분의결책익운정국공신 4등에 책록되고 1507년 후궁으로 들어갔던 자신의 딸이 중종의 숙의에서 왕후가 되자 왕의 장인까지 겸하고 파원부원군(坡原府院君)에 책봉되고 돈령부판사에 올랐다. 그해 8월 영돈령부사가 되고 이후 도총부 도총관, 군기시 제조 등을 지냈다.
윤여필은 윤척-윤승례-윤번(세조 장인, 덕종, 예종 외조부)-윤사윤-윤보로 이어지는 반면, 윤필상은 윤척-윤승순-윤곤-윤희제-윤경-윤필상으로 이어진다. 따라서 윤필상의 아버지 윤경은 윤여필의 아버지 윤보와 8촌 종형제간이었고, 그는 윤필상과 10촌 종형제간이었으며, 성종의 친형인 월산대군과는 동서지간이 되며, 승평부부인은 그의 처형이다.
1545년 을사사화 때 80세 노령이라 겨우 화를 보면하고 용인현에 부처되었다. 1551년 풀려났고 사후 관직이 복관되었다.

## 가계
- 증조부 : 윤번(尹璠)
  - 조부 : 윤사윤(尹士昀)
    - 아버지 : 윤보(尹甫)
    - 어머니 : 영천군 이정(永川君 李定)의 딸이자 효령대군의 손녀 전주 이씨
      - 누나 : 파평 윤씨(1461 ~ ?) - 창녕 성씨 성세원(成世源)에게 출가
      - 남동생 : 윤여우(尹汝佑)
      - 남동생 : 윤여해(尹汝諧)
      - 여동생 : 파평 윤씨(1482 ~ ?) - 광산 김씨 김지(金祉)에게 출가
      - 여동생 : 능성 구씨 구숭경(具崇璟)에게 출가
      - 부인 : 순천부부인 순천 박씨(順天府夫人 順天 朴氏, ? ~ 1498)
        - 장남 : 윤임(尹任, 1487 ~ 1545)
        - 며느리 : 여주 이씨(驪州 李氏, ? ~ 1528) - 이보(李俌)의 딸
          - 손자 : 윤흥인(尹興仁, 1516 ~ ?)
          - 손자 : 윤흥의(尹興義, 1519 ~ ?)
          - 손자 : 윤흥례(尹興禮)
          - 손녀 : 윤거물(尹巨勿, 1521 ~ ?)
          - 손녀 : 윤정숙(尹貞淑, 1526 ~ ?)

        - 며느리 : 현풍 곽씨(玄風 郭氏, 1517 ~ 1589) - 곽한(郭翰)의 딸
          - 손자 : 윤흥지(尹興智, 1526 ~ ?)
          - 손자 : 윤흥신(尹興信, 1540 ~ ?)
          - 손자 : 윤흥충(尹興忠, 1545 ~ ?)

        - 며느리(첩) : 김옥(金玉) - 양민 출신
          - 서손자 : 윤흥효(尹興孝, 1538 ~ ?)

        - 며느리(첩) : 매향(梅香) - 기생 출신
          - 서손자 : 윤흥제(尹興悌, 1540 ~ ?)

        - 며느리(첩) : 덕남(德南) - 노비 출신
          - 서손녀 : 윤수환(尹守環, 1543 ~ ?)

        - 장녀 : 파평 윤씨(坡平 尹氏, 1485 ~ ?)
        - 사위 : 덕풍군(德豊君) 이이(李恞) - 월산대군의 서자
        - 차녀 : 파평 윤씨
        - 사위 : 팔계군 이정(八溪君 李浄)
        - 3녀 : 윤천덕(尹千德, 1488 ~ ?)
        - 사위 : 강릉 김씨 김혼(金渾)
        - 4녀 : 장경왕후
        - 사위 : 조선 11대 국왕 중종
          - 외손녀 : 효혜공주
          - 외손자 : 조선 12대 국왕 인종

        - 5녀 : 파평 윤씨
        - 사위 : 고양부정 이억손(高陽副正 李億孫)

      - 첩 : 미상 
        - 6녀(서녀) : 이옥춘(李玉春, 1518 ~ ?)
        - 사위 : 방웅(方雄)
- 사돈 : 조선 9대 국왕 성종
- 장인 : 박중선(朴仲善, 사위=월산대군, 제안대군, 윤여필)
  - 처형 : 승평부대부인 박씨
  - 동서이자 사돈 : 월산대군 이정

## 기타
그는 문정왕후의 친정아버지 윤지임에게는 7촌 아저씨가 되고, 문정왕후와 윤원형 형제에게는 삼종조가 된다. 그런데 며느리 여흥이씨를 통해 이중으로 인척관계를 형성한다.
아들 윤임의 장인 이보(李俌의 다른 딸은 윤원개의 아내가 되었다. 윤원개는 그의 8촌 형 윤지임의 아들이자, 윤원로, 윤원형 5형제의 맏형이자 문정왕후의 친정 오빠, 인종의 후궁 숙빈 윤씨의 백부였다.
그밖에 윤여필의 외손자이며 장경왕후의 아들인 인종의 후궁이, 문정왕후의 조카이며 윤지임의 손녀딸이 되므로 부계로는 친척이면서 이중, 삼중으로도 인척관계를 형성한다. 조선은 대전회통 등을 통해 8촌까지를 친척으로 간주했다.

## 참고 문헌
- 《燕山君日記》
- 《中宗實錄》
- 한국정신문화연구원, 《한국민족문화대백과사전》